# 瓦克西·戈登
瓦克西·戈登（英語：Waxey Gordon，本名艾文·懷茲勒（Irving Wexler），1888年1月19日—1952年6月24日）是一名美國黑幫，專門從事非法私酒和非法賭博。在禁酒令期間是阿諾·羅斯汀的一名合夥人，他在羅斯汀死後被捲入權力鬥爭中。羅斯汀的伙伴查理·盧西安諾和邁爾·蘭斯基向當局提供證據，導致他被監禁十年。

## 早年
他的本名是艾文·懷茲勒，於1888年1月19日出生在紐約市的下東區，父母是波蘭猶太移民。戈登小時候變成一名扒手小偷，他因為據說他熟練扒手技能，就像用蠟貼著受害者的錢包而成功獲得綽號「瓦克西」（Waxey，直接意思是蠟）。1914年，他參加了幫派鬥爭，導致一位名叫Samuel Straus的法院書記死亡。戈登因犯罪而受審判，但在1917年2月被陪審團宣判無罪。
在1910年代初期，戈登加入了本傑明·芬，幫助整理芬的業務，隨後戈登被阿諾·羅斯汀注意到，羅斯汀將他從芬的手中帶走來僱用他，並在禁酒令的頭幾年讓他成為私酒販。

## 禁酒令與衰落
戈登的成功後來使他在東岸的大部分地區（特別是紐約州和新澤西州）經營羅斯汀的所有私酒業務，並在加拿大與美國之間的邊界上進口大量的加拿大威士忌。戈登現在的收入估計為200萬美元一年，他開始購買無數啤酒廠和蒸餾廠，還擁有數間地下酒吧。戈登開始以奢華的生活著稱，他乘坐加長型禮車旅行，居住在曼克頓著名的酒店套房，並擁有在紐約和費城為他建造的豪宅。
羅斯汀在1928年去世，戈登的地位開始衰落。他與未來的全國犯罪集團創始人查理·盧西安諾、路易·巴克爾特和邁爾·蘭斯基結盟。然而，戈登一直與蘭斯基就私酒和賭博利益進行鬥爭，不久後兩人之間就發生了一場幫派戰爭。雙方都有數名合夥人被殺。蘭斯基和盧西安諾一起向臨時美國律師湯瑪斯·杜威提供了情報，這些情報使戈登在1933年因逃稅罪名成立。
戈登的業務高達數百萬美元，其中包括許多貨車、建築物、加工廠和相關員工，他的業務掛名負責人無法解釋這些所有權和現金的流量，因此他沒有付入息稅。戈登被判處十年徒刑。這時他與一名拉比的女兒結婚，他們的兒子在醫學院讀書。這個兒子在一次因風雨引起的交通事故中死亡，當時他正從城外的大學出發，打算懇求法官寬恕他父親的刑罰。戈登嘗試將他體面的家庭與他的犯罪事業隔絕開來，而且這一事件非常震動了他們的關係，給不斷惡化的婚姻施加巨大壓力。

## 晚年生涯
戈登從監獄獲釋後，他發現自己的幫派早已解散了。他被以前的政治聯繫忽視，據報導他對一名記者說：「瓦克西·戈登已死了。認識推銷員艾文·懷茲勒吧。」他移居至加州，變成一名單身漢，在第二次世界大戰期間他取得了一萬磅稀有的、配給券分配的糖，可以在黑市上出售。聯邦調查局（FBI）的調查顯示，他與麻醉毒品有著高強度的國際聯繫，自從他在東岸失去了走私生意後，他就被給予在美國西岸的進口非法毒品。
1951年，戈登因為向一名臥底警察出售海洛英而被捕。據報導，這名62歲的黑幫將他全部的金錢給了警探，以換取釋放他。當警探拒絕時，戈登開玩笑地請求警探殺死他，而不是因為「兜售垃圾」而逮捕他。戈登後來被定罪，由於他長期的犯罪記錄，他被判在阿爾卡特拉斯島入獄25年，在那裡他於1952年6月24日心臟病發作而去世。

## 流行文化
瓦克西·戈登是HBO電視劇《酒私風雲》中的次要角色，由尼克·桑多飾演他。
1960年電視劇《鐵面無私》的集數"The Waxey Gordon Story"中，由尼希米·佩索夫飾演戈登。

## 延伸閱讀
- Almog, Oz, Kosher Nostra （页面存档备份，存于） Jüdische Gangster in Amerika, 1890–1980 ; Jüdischen Museum der Stadt Wien ; 2003, Text Oz Almog, Erich Metz, ISBN 3-901398-33-3
- Chiocca, Olindo Romeo. Mobsters and Thugs: Quotes from the Underworld. Toronto: Guernica Editions, 2000. ISBN 1-55071-104-0
- Fried, Albert. The Rise and Fall of the Jewish Gangster in America. New York: Holt, Rinehart and Winston, 1980. ISBN 0-231-09683-6
- Kelly, Robert J. Encyclopedia of Organized Crime in the United States. Westport, Connecticut: Greenwood Press, 2000. ISBN 0-313-30653-2
- Messick, Hank. Lansky. London: Robert Hale & Company, 1973. ISBN 0-7091-3966-7
- Phillips, Charles and Alan Axelrod. Cops, Crooks, and Criminologists: An International Biographical Dictionary of Law Enforcement, Updated Edition. New York: Checkmark Books, 2000. ISBN 0-8160-3016-2
- Sifakis, Carl. The Encyclopedia of American Crime. New York: Facts on File Inc., 2001. ISBN 0-8160-4040-0
- Sifakis, Carl. The Mafia Encyclopedia. New York: Da Capo Press, 2005. ISBN 0-8160-5694-3

## 外部連結
- Crime Magazine - Waxey Gordon's Half Century of Crime, by Allen May.
- The Wexler/Gordon Story （页面存档备份，存于） by Allan May